# Musique traditionnelle géorgienne

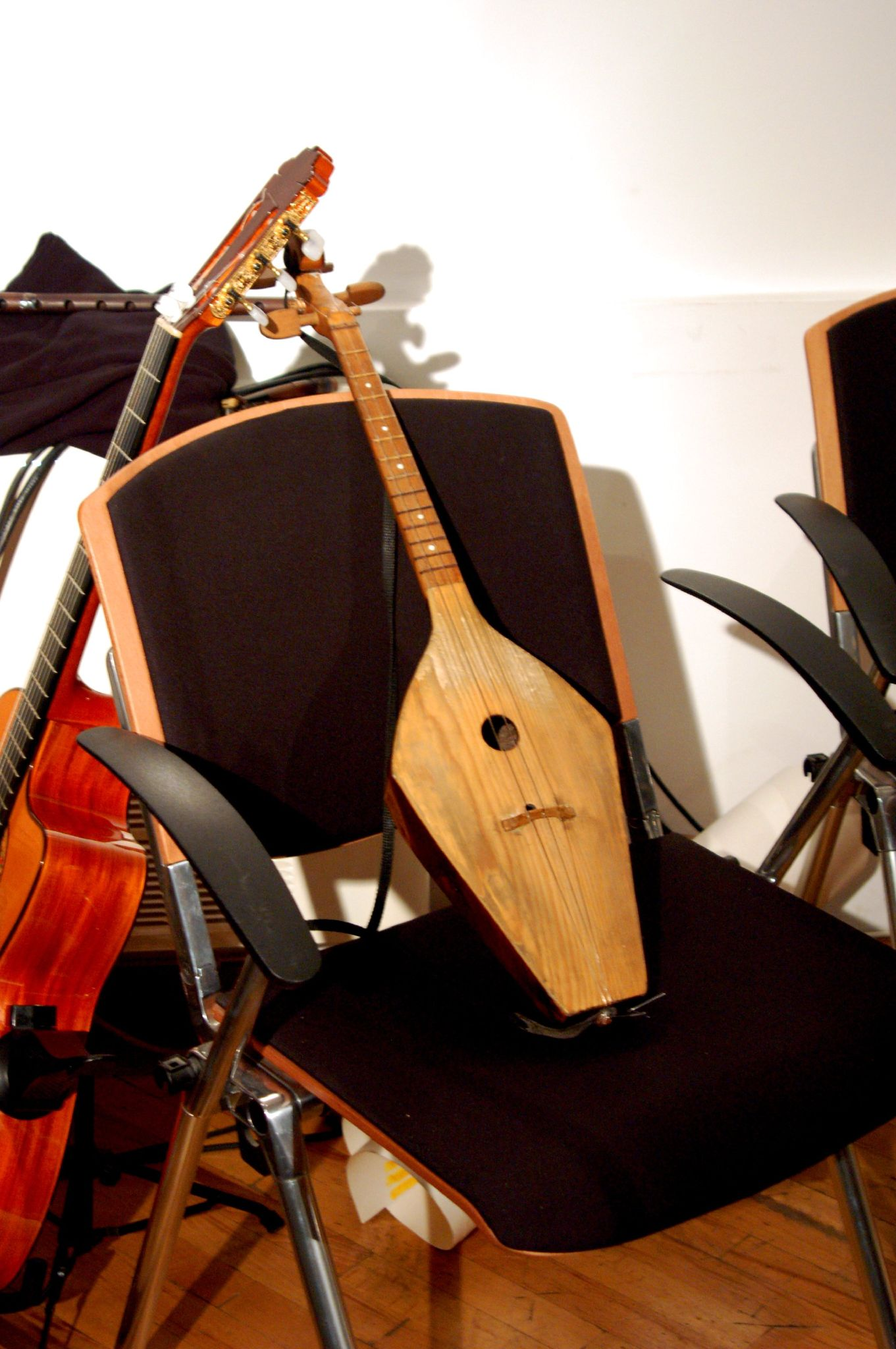
Pandouri.

La musique traditionnelle géorgienne se situe entre deux mondes culturels, l'européen et l'asiatique. Elle est en outre très ancienne, ses racines remontent à l'ère pré-chrétienne. Malgré les invasions successives des Empires perse, ottoman et russe, et la soviétisation, elle a su conserver ses caractéristiques propres. Le chant polyphonique géorgien est déclaré chef-d'œuvre du patrimoine culturel immatériel par l'UNESCO en 2001 et inscrit sur la liste représentative en 2008.

## Histoire

### De la préhistoire au christianisme

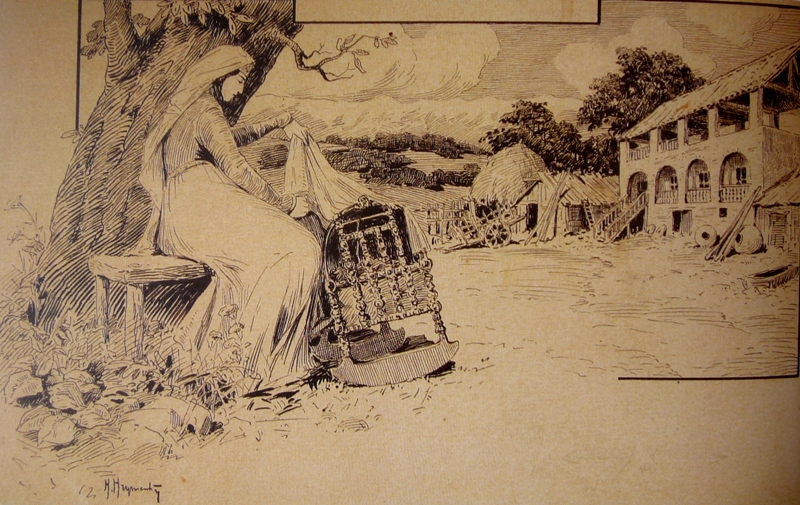
« Géorgienne chantant une berceuse », par Henryk Hryniewski.

Les découvertes archéologiques, aussi bien que l’étude de sources écrites, attestent l'existence d'une culture musicale sur le sol géorgien depuis environ trois mille ans. Parmi ces découvertes, on mentionnera une flûte en os (salamouri) trouvée à Mtskhéta (XVe – XIIe siècles av. J.-C. – fouilles de Samtavro), des représentations d'instruments anciens (bobghani, knari, tchangui) découvertes à Kazbegui (XIe – Xe siècle av. J.-C.), un bol en argent de Trialeti représentant une ronde (perkhouli) dédiée à la déesse de la fertilité (milieu du IIIe millénaire av. J.-C.), une ceinture de bronze trouvée à Samtavro figurant une danse de chasseurs à la nouvelle lune (VIIIe – VIIe siècles av. J.-C.),.
L'écho de ces rituels persiste depuis : les chants accompagnant les rondes —  Adrekilaï (en géorgien : ადრეკილაი), Sakmisai, Mmelia Telepiai — sont considérés comme l’une des formes les plus archaïques de la musique géorgienne. Des danses et des chants dédiés à la lune existent toujours dans plusieurs régions comme l'hymne féminin Dideba en Kartlie et Kakhétie ou la ronde svane Chouchpari.

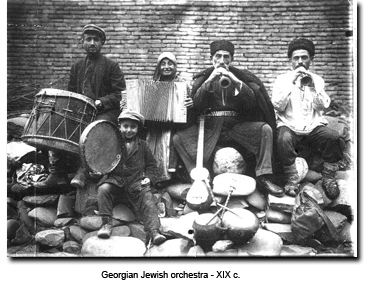
Musiciens juifs, XIXe siècle.

Les historiens disposent quant à eux de sources remontant au VIIIe siècle av. J.-C. Le roi assyrien Sargon II, dans le récit de sa huitième campagne (714 av. J.-C.), mentionne le fait que les habitants du nord du royaume d'Ourartou s’encourageaient au travail par leurs « chansons joyeuses » (tablette conservée au musée du Louvre). Xénophon, dans l’« Anabase » (IVe siècle av. J.-C.), décrit ainsi de lointains ancêtres des Géorgiens : « [...] Après la bataille, ils se mirent en rang, puis l’un d'entre eux commença à chanter, imités par tous les autres [...] Ils coupèrent les têtes des cadavres et exécutèrent des chants et des danses d’une sorte particulière ».
Bien que l'adoption du christianisme comme religion d'État date du IVe siècle, les sources historiques concernant la musique liturgique ne remontent qu’aux VIe et VIIe siècles. Le Typikon de Sabas le Sanctifié (mort en 532) indique qu’aux VIe – VIIe siècle la messe était célébrée en géorgien, et La Vie de Grégoire de Kandzta de Guiorgui Merchule (951 ap. J.-C.) apprend que des chants liturgiques étaient enseignés dans les églises géorgiennes au IXe siècle.

### XXeetXXIesiècles

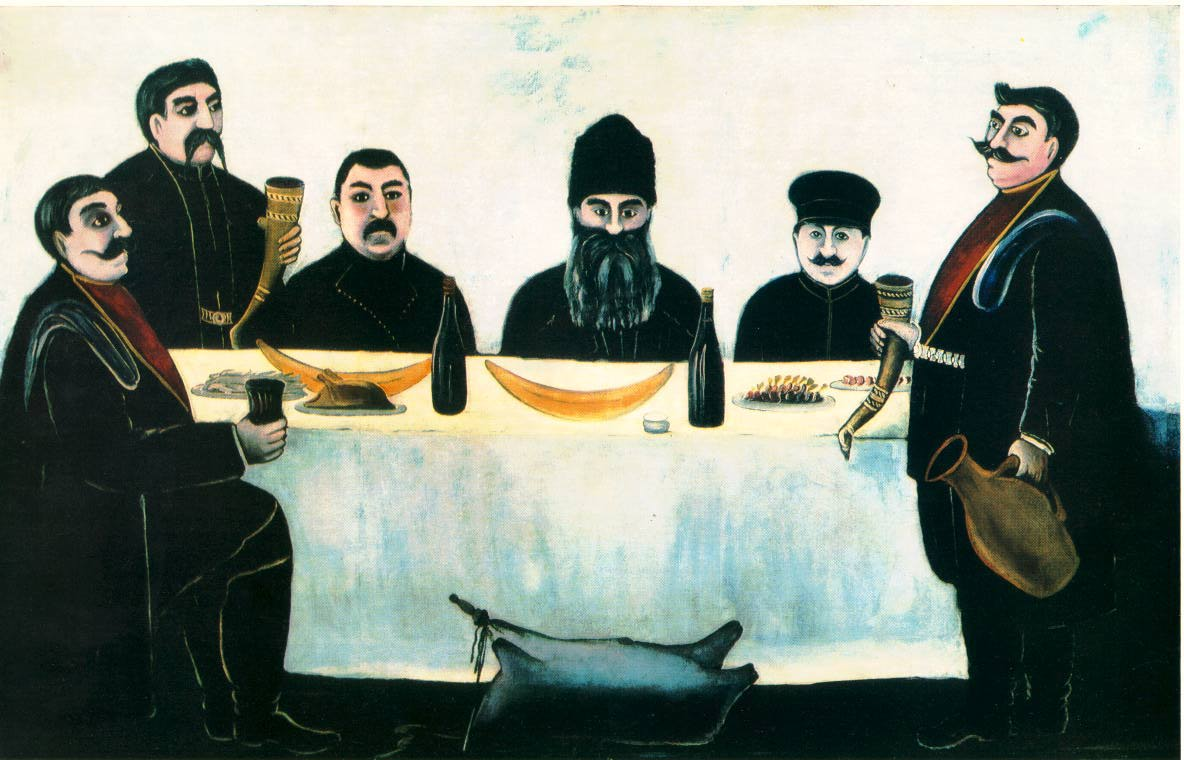
Banquet, Niko Pirosmani, vers 1910.

Durant la période soviétique, des ensembles vocaux ont continué à se constituer en Géorgie et se sont produits dans les autres pays de l'URSS, et en Europe. Ainsi l'ensemble masculin Roustavi est fondé en 1968 par Anzor Erkomaichvili : il puise son répertoire dans les différentes régions géorgiennes et contribue à les faire connaître au-delà des frontières. L'ensemble féminin Mzetame, fondé en 1986 — à l'initiative d'Edisher Garaqanidze — donne un large aperçu du répertoire féminin.
Le Conservatoire d'État de Tbilissi a joué et joue un rôle important pour le renouveau de la polyphonie. Il permet la consolidation d'un pôle de recherche historique et musical sur la polyphonie géorgienne avec d'autres centres folkloriques privés, la formation des musicologues et des musiciens (comme les six participants à l'ensemble Mzetamze), mais l'organisation une année sur deux d'un symposium sur la polyphonie dans le monde, avec conférences et concerts d'ensembles vocaux venus de tous les continents, en 2016. Le 8e symposium voit la participation de 22 musicologues et d'une centaine d'ensembles vocaux venus de 21 pays.
Les flux migratoires géorgiens des XXe et XXIe siècles conduisent à la constitution d'ensembles de polyphonie géorgienne à l'étranger — chœurs communautaires et non-communautaires — et à la diffusion de cette pratique par des concerts, mais aussi par des stages de formation destinés aux chanteurs de toutes nationalités. 

## Chants polyphoniques géorgiens

### Répertoire profane
Les polyphonies géorgiennes se composent généralement de trois voix, les parties supérieures étant chantées par des solistes, la partie de basse par un groupe. Les échelles musicales sont heptatoniques, avec toutefois une division de l'octave différente de celle pratiquée en Occident, basée sur la quinte parfaite et une consonance accentuée de la tierce. On parle parfois à ce propos de « quintave » plutôt que d'octave, si bien que même dans des accords chromatiques ou diatoniques occidentaux, on assiste à un glissement de l'intonation qui semble alors sonner faux.
Les chants ont souvent survécu à la disparition de leur contexte originel grâce à la tradition toujours vivante des banquets ritualisés (soupra), à l'occasion desquels des toasts sont portés et des chants sont ensuite entonnés. Parmi les familles de chants (certains donnant lieu à de nombreuses variantes) les plus populaires, peuvent être cités : les mravaljamieri (en géorgien : მრავალჟამიერი, longue vie), les makrouli (en géorgien : მაყრული, chants de mariage), et les nadouri (en géorgien : ნადური) ou mamitadi (en géorgien : მამითადი, chants de travail agraire), orovela (en géorgien : ოროველა, chants de labour) ou encore ourmouli (en géorgien : ურმული, chants de charretier).
Bien que le répertoire masculin soit le plus abondant, le chant polyphonique est pratiqué aussi bien par les femmes que par les hommes. Le répertoire plus spécifiquement féminin comporte notamment de nombreuses berceuses, iavnana (en géorgien : იავნანა), et des chants de guérison adressés aux esprits, batonebi (en géorgien : ბატონები ) dont la croyance voulait qu'ils possèdent les enfants souffrant de « boutons rouges » (variole, rougeole, scarlatine).

### Répertoire sacré
Le répertoire sacré, très vaste, rassemble des chants liturgiques orthodoxes issus de très anciennes académies, (Gelati, Ikalto, Chemokmedi, Svétitskhovéli), situées dans différentes provinces et qui donnent naissance à des styles caractéristiques ; il comporte aussi des hymnes païens ou encore des chants de quête tels les alilo (chants de Noël).

### Diversité musicale des provinces géorgiennes
Les différentes province de Géorgie ont conservé une certaine identité culturelle, parfois séparées par un relief montagneux, souvent enclins à maintenir des principautés locales : les styles musicaux s'y différencient.
- Kakhétie, à l'est : les chants sont généralement constituées d'une partie basse simple (bourdon) et de deux parties hautes chantées par des solistes. Les mélodies kakhétiennes comportent des parties récitatives et d'autres chargées de mélismes et d'ornements en cascades caractéristiques. « Tchakroulo », un chant patriotique qui fut choisi pour accompagner la sonde Voyager en 1977, est un exemple du style traditionnel kakhétien[1].

- Gourie, Adjarie, Iméréthie et Mingrélie, à l'ouest : les dissonances (intervalles de seconde, de septième…) sont fréquentes dans ces régions occidentales. Les chants gouriens comportent parfois une partie « yodlée » spectaculaire, le krimantchouli. Les trios gouriens, particulièrement complexes, laissent une large part à l'improvisation[8].

- Racha, nord-ouest: les chanteurs peuvent être accompagnés par une cornemuse (goudastviri).

- Svanétie, nord-ouest, Grand Caucase : les harmonies svanes, menées par une voix soliste intermédiaire soutenue par deux autres parties, sont sans doute parmi les plus archaïques du fait de l'isolement de cette province. Le zâr, polyphonie vocale consacrée aux enterrements et accompagnée du tchouniri — sorte de vièle — et tchangui — sorte de harpe —, y est perpétuée[14].

## Chants polyphoniques géorgiens en France

### En Île-de-France
Une première communauté géorgienne — issue d'une émigration politique — s'y établit au début du XXe siècle; une seconde communauté géorgienne — issue d'une émigration économique — s'y établit à partir des dernières années du XXe siècle. Un certain nombre de ces exilés politiques importent en Île-de-France leurs chants et leurs danses traditionnels : leurs descendants constituent durant les années 1960 des groupes folkloriques, dont les Amitiés géorgiennes (Ramine Naskidachvili et Othar Amilakhvari) et Merani (Othar Pataridze pour le chant et Alexis Kobakhidzé pour la danse),. De la même manière se constituent à partir des années 1990 des ensembles polyphoniques géorgiens à Paris, Marani (Frank Kane, Bertrand Lambolez, puis Tariel Vachadze), Harmonie géorgienne (Nana Peradze), Tamarionni (Paroisse Sainte Thamar) et le chœur du Centre culturel Lazi. Les chants polyphoniques géorgiens pratiqués constituent un élément du patrimoine culturel francilien.

#### Ensemble Merani
Il se produit à Paris, notamment pour une représentation historique au Théâtre des Champs-Élysées en février 1972, et à l'étranger (Londres).

#### Ensemble Marani
Fondé durant les années 1990 par Frank Kane, d'origine américaine, ce chœur masculin accueille d'abord des chanteurs français et se renforce ensuite de chanteurs d'origine géorgienne : il produit des concerts publics depuis plus d'une vingtaine d'années, notamment dans le cadre des manifestations de l'Ambassade de Géorgie en France. En constant échange avec la Géorgie, il organise des formations animées par des maitres de chant venus de Tbilissi. Un chœur féminin, Madrikali (Sophie Bilong), lui est adjoint.

#### Ensemble Harmonie géorgienne
Constitué pour l'essentiel de chanteuses et de chanteurs géorgiens, il a pour répertoire les chants profanes et les chants sacrés géorgiens et se produit fréquemment dans les églises.

#### Ensemble Tamarionni
Il est issu du chœur de la Paroisse orthodoxe géorgienne Sainte-Tamar de Villeneuve-Saint-Georges et s'est professionnalisé avec des formations au chant et à la danse. 

#### Chœur du Centre Culturel Géorgien Lazi
Basé dans le 18e arrondissement de Paris et composé d'adultes et d'enfants de l'immigration géorgienne, le centre est créé en 2009 et forme depuis les nouvelles générations à la culture géorgienne. Son chœur a pour répertoire les chants ruraux et les chants urbains géorgiens et se produit lors des fêtes communautaires.

### Dans les autres régions
Hors les chœurs communautaires formés dans les régions par les immigrés géorgiens du XXIe siècle, des chœurs composés de chanteurs d'origine non-géorgienne ont pris naissance, parmi lesquels on peut citer :
- Bretagne : Mze Shina ; depuis 1996, ses animateurs (Denise et Craig Schaffer), professionnels du chant, ont formé à la polyphonie géorgienne, en Bretagne et dans toute la France, plusieurs générations de chanteurs français[27].
- Sud-Ouest : Artillac ; cette association animée elle aussi par un professionnel (Laurent Imianitoff) initie régulièrement, dans le Sud-Ouest au chant polyphonique géorgien.
- Angers : chœur Satchukari
- Clermont-Ferrand : ensembles K'alebi et Samshabati[28]
- Normandie (Caen, Coutances) : chœurs Tsitsinatela et Akhali Talr'a, ensembles formés et dirigés par Teimuraz Artilakva.

## Instruments traditionnels

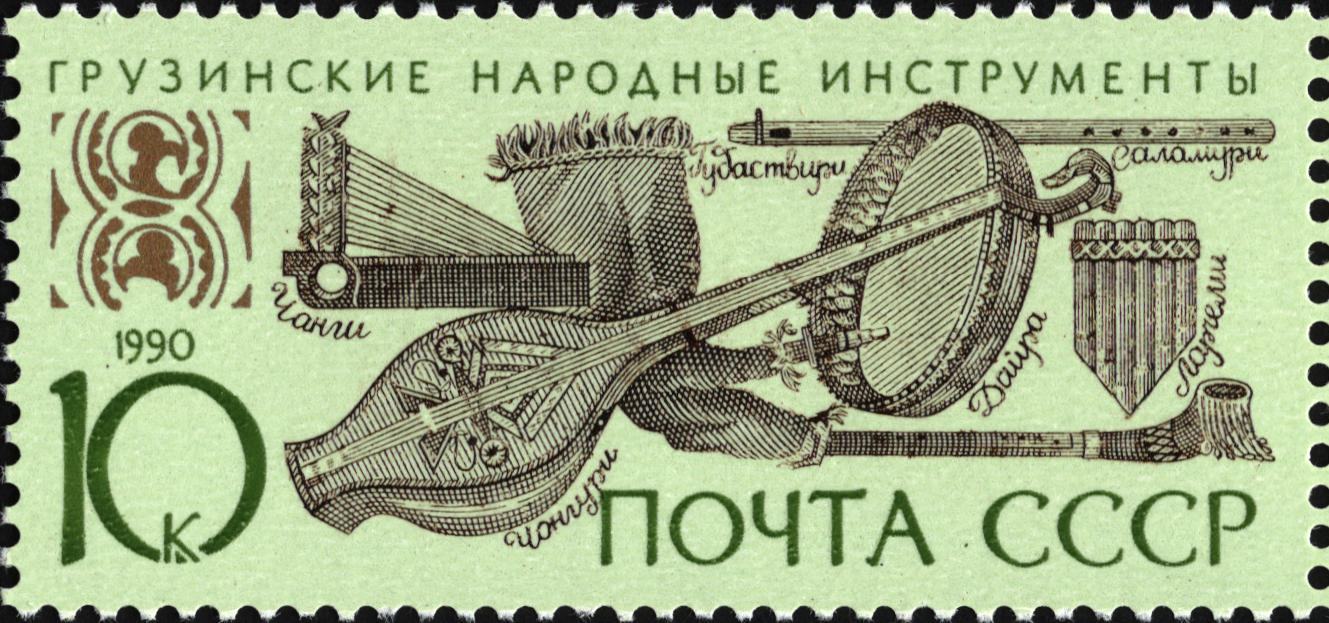
Instruments géorgiens.

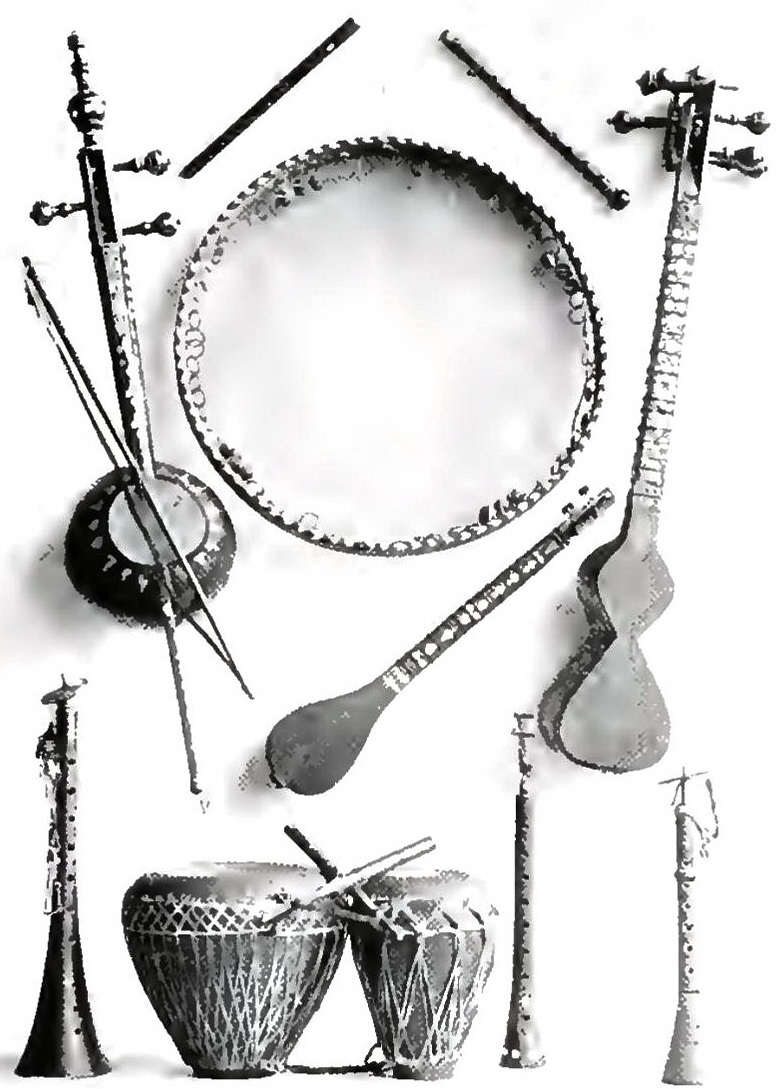
Instruments géorgiens.

| Vents            | Cordes     | Percussions |
| ---------------- | ---------- | ----------- |
| Bouki            | Abkhartsa  | Daïra       |
| Bouzika          | Tchangui   | Diplipito   |
| Tchiboni         | Tchianouri | Doli        |
| Doudouki         | Tchongouri | Nagara      |
| Garmoni          | Tchouniri  | Tsintsila   |
| Gudastviri       | Pandouri   |             |
| Larchemi-soinari |            |             |
| Pilili           |            |             |
| Salamouri        |            |             |
| Sankeri          |            |             |
| Stviri           |            |             |
| Tsiko-tsiko      |            |             |
| Zurna            |            |             |